# Bryan Dechart

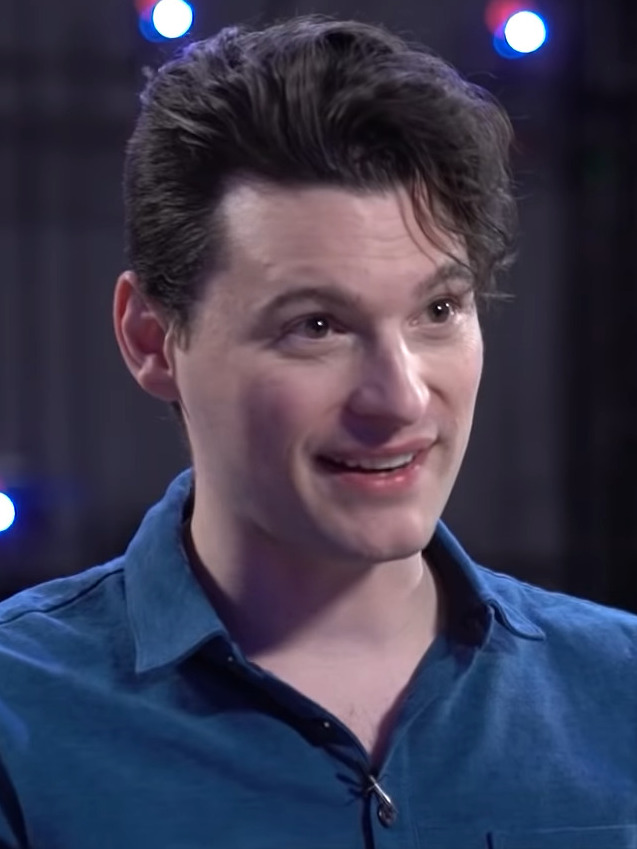
Bryan Dechart

Bryan Dechart (* 17. März 1987 in Salt Lake City, Utah) ist ein US-amerikanischer Schauspieler und Synchronsprecher. Er spielte unter anderem die Rolle des  Eli Chandler in der Fernsehserie Jane by Design.

## Leben
Bryan Dechart wuchs außerhalb von Detroit auf. Er verließ die New York University mit einem Bachelor of Fine Arts in Schauspielkunst. Zudem studierte er im Viewpoints Studio und den Stonestreet Studios. Des Weiteren ließ er sich in Florenz in Commedia dell’arte ausbilden.
Die Rolle des Connor in dem Videospiel Detroit: Become Human machte ihn bekannt. Er eröffnete einen Youtube-Kanal und einen Twitch-Account, auf denen er Let’s Plays hochlädt.
2018 heiratete Dechart die Schauspielerin Amelia Rose Blaire. Silvester 2023 gaben Dechart und Blaire in einem ihrer Livestreams auf Twitch bekannt, ihr erstes Kind zu erwarten. Ihr Kind wurde am 5. Mai 2024 geboren, wie Dechart auf X mitteilte.

## Filmografie

### Film
- 2008 For Your Entertainment (Kurzfilm)
- 2008 Blue Balled
- 2008 Bar Mitzvah Season
- 2009 Obelisk Road
- 2009 Trannull × nullsinull × nulltions
- 2009 Three Birds with One Stone
- 2009 If You Had Been the Moon (Kurzfilm)
- 2010 Children at Play
- 2010 Step Up 3D
- 2010 The Devil's Revenge (Stimme)
- 2010 Eros (Kurzfilm)
- 2010 Pose
- 2010 Fish: A Boy in a Man's Prison
- 2010 800 Pound Gorilla
- 2011 Blown Away
- 2011 Van Devi
- 2011 Dreams of a Petrified Head
- 2011 Behind the Scene
- 2012 Things I Don't Understand, Dan
- 2012 Stayed For (Kurzfilm), Jeffrey Denison
- 2012 Rockaway
- 2012 Patriot Girls
- 2012 Zoo Zoos and Wham Whams
- 2012 The Pit
- 2012 Commencement
- 2013 Awakened
- 2014 2 Br / 1 Ba
- 2014 Cowgirls and Angels 2: Dakotas Pferdesommer
- 2014 The Remaining
- 2015 Roommate Wanted
- 2015 As Good as You
- 2018 You'll Only Have Each Other (Kurzfilm)

### Fernsehen
- 2009 Guiding Light (1 Episode)
- 2009 Z Rock (1 Episode)
- 2010 Law & Order: Criminal Intent (1 Episode)
- 2010 Übersinnliche Begegnungen – Stars erzählen (1 Episode)
- 2012 Jane by Design (8 Episoden)
- 2013 Switched at Birth (1 Episode)
- 2013 Beauty and the Beast (1 Episode)
- 2014 True Blood (1 Episode)
- 2019 Vampire: The Masquerade – L.A. By Night (2 Episoden)

### Videospiele
- 2018 Detroit: Become Human als Connor (auch motion capture)
- 2018 Red Dead Redemption 2 als die örtliche Fußgängerbevölkerung
- 2020 Cyberpunk 2077 als Getränkeautomat „Brendan“[8]

## Preise
- 2018 Golden Joystick Awards, Best New Streamer/Broadcaster (mit Amelia Rose Blaire)[9][10]
- 2018 Nominierung The Game Awards, Best Performance[11]
- 2018 Nominierung Gamers’ Choice Awards, Fan Favorite Male Voice Actor[12][13]